# Хамбер (река, впадает в Онтарио)
Ха́мбер (англ. Humber River) — река в провинции Онтарио (Канада).

## География и гидрография
Бассейн реки расположен в Южном Онтарио между заливом Джорджиан-Бей и озером Онтарио и включает в себя часть графств Дафферин и Симко, а также часть региональных муниципалитетов Пил и Йорк. Главный рукав реки берёт начало в древних породах Ниагарского откоса, другой крупный рукав, известный как Ист-Хамбер, берёт начало в озере Сент-Джордж, которое находится близ города Орора среди холмов Оак-Риджес-Морейн, сложенных из остатков огромной морены. Оба рукава соединяются к северу от Торонто и дальше река течёт в общем направлении на юго-восток через Большой Торонто, наиболее урбанизированный мегаполис Канады, и впадает в залив Хамбер озера Онтарио.
Длина реки — 126 км, площадь водосборного бассейна — 908 км², по этому показателю река является наибольшей в районе Торонто (другая значительная река — Дон). Высота истока — 421 м над уровнем моря.

## История
Первые люди поселились в бассейне реки примерно 9—12 тысяч лет назад, а в 1615 году здесь побывал первый европеец — Этьен Брюле, известный французский путешественник и первопроходец.
Первый лейтенант-губернатор Онтарио Джон Грейвс Симко назвал реку в честь реки Хамбер в Англии.

## Охрана природы
Несмотря на то, что бассейн реки сильно урбанизирован (55 % территории находится в сельской местности, 45 % — в городах), он отличает большим разнообразием природных условий и флоры. Река течёт через каролинские леса, луга, поля и марши. В бассейне реки находится несколько парков, том числе Хай-Парк, парк Каземир-Гровски и парк Хамбер-Бей.
В 1999 году река включена в Список охраняемых рек Канады.

## Ураган Хейзел
15 октября 1954 года тропический ураган Хейзел обрушился на Торонто. Скорость ветра достигала 200 километров в час, а за 6 часов выпало около 200 миллиметров осадков в виде дождя, что вызвало наводнение на реках Хамбер, Литл-Дон и их притоках, самое сильное за всю историю наблюдений. Уровень воды в реках поднялся на 6—8 метров, вода сносила всё на своём пути — деревья, дома, мосты, шоссейные и железные дороги. Только мостов было разрушено свыше 50. Наводнение привело и к человеческим жертвам, погиб 81 человек. Свыше 4 тысяч семей осталось без крова. Только в Торонто ущерб от урагана и наводнения составил 100 миллионов долларов (свыше миллиарда на современные деньги). После наводнения была создана первая канадская система предупреждения наводнений.

## Галерея
- Наводнение на реке Хамбер. 16 октября 1954 года
- Река Хамбер мягкой зимой
- Устье реки Хамбер в Торонто
- Арочный мост через реку Хамбер
- Осенний пейзаж в низовье реки
- Пешеходный мост
- Вид на реку Хамбер
- Железнодорожный мост через реку